# Авдонин, Дмитрий Николаевич
Дмитрий Николаевич Авдонин (род. 25 мая 1985, Месягутово, Башкирская АССР, РСФСР, СССР) — российский военнослужащий, капитан, заместитель командира парашютно-десантной роты парашютно-десантного батальона 108-го гвардейского десантно-штурмового полка 7-й гвардейской десантно-штурмовой дивизии (горной) Воздушно-десантных войск. Участник российского вторжения на Украину с 2022 года. Герой Российской Федерации (2025).

## Биография
Родился 25 мая 1985 года в селе Месягутово Башкирской АССР в семье учителей.  
В 2001 году окончил девять классов средней школы № 1 (ныне – лицея) в своём родном селе, затем в 2006 году Авдонин окончил Месягутовский педагогический колледж по специальности «английский язык». С того же года в Вооружённых силах Российской Федерации, проходил обучение курсантом Рязанского высшего воздушно-десантного командное училище имени генерала армии В. Ф. Маргелова по специальности «управление разведывательными подразделениями», которое окончил в 2011 году, после чего был направлен в 108-й гвардейский десантно-штурмовой полк 7-й гвардейской десантно-штурмовой дивизии.  
Служил командиром взвода управления разведывательной роты, позже занимал должности командира десантно-штурмового взвода десантно-штурмовой роты и  заместителя командира парашютно-десантной роты. С 2012 года принимал участие в операции на территории Республики Дагестан, в 2018 году в Чеченской Республике. С 2022 года принял участие в российском вторжении на Украину.  
20 февраля 2025 года ему было присвоено звание Героя Российской Федерации с вручением знака особого отличия – медали «Золотая Звезда». Награда была вручена 21 февраля 2025 года в Новороссийске заместителем министра обороны Российской Федерации генералом армии Ю. Б. Евкуровым
. Продолжает нести службу. 

## Семья
- Женат, воспитывает четырёх детей, трое сыновей и дочь[4].

## Награды
- Герой Российской Федерации (2025)[3]
- Медаль Жукова[3]
- Именное огнестрельное оружие[3]